# Welfenspeise
El Welfenspeise (Pudín de los Welfen, en alemán) es un postre en forma de pudín típico de la gastronomía alemana aunque más frecuentemente se puede encontrar en la comarca de la Baja Sajonia, en el norte de Alemania. Este postre tiene dos capas, en la inferior hay clara de huevo batida de casi cuatro o cinco centímetros de grosor y en la parte superior hay una fina capa de crema de vino (de color amarillo, hecha con yema de huevo, vino blanco y unas gotas de zumo de limón).

## Historia
Las dos capas de este postre tienen como característica el contraste de colores blanco-amarillo que recuerdan a los colores del estandarte de la familia noble originaria de Franconia apellidada Welfen (en español Welfos o Güelfos). Cuenta la historia que este postre fue inventado por un cocinero de Hanover para celebrar el aniversario de los 200 años de reinado de la casa de los Welfen en Hanover, se dice que era el postre favorito del duque Ernesto Augusto (elector de Hanover en 1679-1698).